# فيليب بيرتيلوت
فيليب بيرتيلوت (بالفرنسية: Philippe Berthelot)‏ هو دبلوماسي فرنسي، ولد في 9 أكتوبر 1866 في سيفر في فرنسا، وتوفي في 22 نوفمبر 1934 في باريس في فرنسا.

## أنظر أيضًا
- فيليب سيغان
- فيليب دي بروكا
- مارسيلان بيرتيلو

## وصلات خارجية
- فيليب بيرتيلوت على موقع الموسوعة البريطانية (الإنجليزية)